# Alex Gill
Alex Gil Ferreira (São Paulo, 2 de agosto de 1974), mais conhecido como Alex Gil, é um cantor, músico multi-instrumentista, compositor e produtor musical brasileiro. Fez parte da formação original do grupo Polegar.

## Biografia
Alex iniciou sua carreira musical por volta dos 5 e 6 anos de idade, cursando violão e música no Conservatório Musical Jardim São Paulo, e se revelando como cantor mirim em programas de TV de grande sucesso na década de 1980, como Raul Gil, Bolinha, Barros de Alencar, Carlos Aguiar Show, Bozo entre outros.
Aos 10 anos de idade, fez parte da Turma da Pipoca da TV Gazeta em 1984, (apresentado por Wanderlei Tribeck - o 1° Bozo do SBT) participando de um LP do programa, onde gravou a faixa "Cara Legal" (música composta por Jorge Mello - parceiro em composições do cantor Belchior).
Em 1986 participou de um LP infantil de título "Menor ou Malandro?" pra campanha da Fraternidade da gravadora Comep (Edições Paulinas), onde se apresentou em diversas emissoras de rádio e tv.  
Em 1987 foi contratado por Gugu Liberato pra fazer parte do grupo Polegar (Ex - Garotos da Cidade) (lançado em 1989) atuando como baixista e vocalista principal, interpretando sucessos como "Dá Pra Mim" ,"Ando Falando Sozinho", "Sou Como Sou" (tema do filme Uma Escola Atrapalhada dos Trapalhões), "Tijolinho", "Ela Não Liga", "Fera", "Quero Mais", entre outras, o que rendeu ao grupo discos de ouro, platina e platina duplo, passando a marca de 2 milhões de discos e shows em todo o Brasil e no exterior.
No final de 1993, Alex deixa o Polegar e monta um estúdio musical em parceria com seu irmão Sérgio Gil (também músico e publicitário), onde juntos começam a desenvolver atividades de composição e produção para artistas e emissoras de rádio e TV.
Alex e Sérgio já assinaram juntos diversas canções e produções musicais para outros artistas como o próprio Gugu Liberato, Dominó, Banana Split, Eliana, Jean e Marcos, Sérgio Pinheiro e Rafael Vanucci, Pepê e Neném, ET e Rodolfo, Rafael Ilha (ex-companheiro do Polegar), Mariane Dombrova (ex-apresentadora do SBT, CNT e Record), Os Travessos, Grupo Super Feliz (novela Carrossel - SBT), Kelly Moore (do programa Raul Gil - Band), Watusi, Lady Zu, o tenor Jorge Durian, a soprano Giovanna Maira, Fernanda Souza (ex-Chiquitita SBT e atualmente atriz da Rede Globo), além de trilhas da novela Luz Clarita (SBT), novela O Diário de Daniela (SBT), novela Poder Paralelo (TV Record), entre outros; jingles publicitários para empresas como Beto Carreiro, Café do Ponto, Le Postiche, Meias Lupo, Baú da Felicidade, Caldo de Galinha da Tia, Bioleve, Mack Color, Refresco Trink, Refresco Verão, Óticas Carol, TV Massa, etc.
Em 1997, Alex foi contratado pela Virgin/Emi Odeon, onde adotou o pseudo "Alex Conti", produzindo junto com Rick Bonadio e Rodrigo Castanho um álbum estilo pop, contanto com composições próprias e a versão "Anjo" para a música "Angel" de Jon Secada, muito elogiada pelo próprio Jon da qual acabou se tornando parceiro na letra em português.
Em 2004, Alex, Alan e Ricardo da primeira formação do Polegar se juntam com o amigo Fernando Kitagawa, professor de bateria e música, e lançam o album Polegar 2004, contando com composições de Alex, Sérgio e Fernando.
Novamente em 2005, a banda se desfaz, Alex volta usar o pseudo "Alex Gill" (agora com duas letras L) e cada um dos integrantes volta a seguir suas carreiras paralelas. 
Em 2008, Alex formou junto com ex-parceiro do Grupo Polegar Fernando Kitagawa e com o sobrinho de Chitãozinho e Xororó , Gilson Júnior a banda sertaneja Vagalumix .   
Alex Gill se apresentou no Qual é o Seu Talento? do SBT em 2011, onde foi reconhecido pelos jurados da atração, inclusive por Arnaldo Saccomani, que decidiu não votar nem a favor nem contra ele.
Em  2014 Alex participou como apresentador do Programa Geração 3D, junto com os amigos Ricky Colavitto e Fausto Fasan, exibido ao vivo na Tv Geração Z (www.tvgz.com.br).   
Em 12 de Abril de 2014, após 10 anos de relacionamento (namoro e noivado), Alex se casa oficialmente com a advogada Daniela Artioli .  
Em Outubro de 2014, participou de uma comemoração de 25 anos com os ex-integrantes do Grupo Polegar, em paralelo a sua carreira solo. O grupo se apresentou em alguns programas de TV e anunciou a gravação de um DVD comemorativo em 2015, mas o grupo acabou encerrando suas atividades no final do ano.  

### Atualmente
Em junho de 2014, Alex lança novo CD solo de título " Livre Pra Amar " pela " Mundial Ópera Entertainment "  estilo pop romântico e sai em turnê se apresentando por todo o Brasil.
Em 2015, Alex produz e grava novo CD em projeto paralelo a sua carreira solo, junto com Rafael Ilha, seu ex-parceiro do grupo, sob o título de "Adrenalina", contendo músicas sob influência de estilos variados como pop dance, pop rock, reggae, rap.
Em 2018 Alex produz e grava novo CD solo de título " Começar do Zero ", músicas de própria autoria, estilo pop rock e romântico, distribuído gratuitamente nas plataformas digitais para download, voltando a utilizar seu nome artístico " Alex Gil " com apenas uma letra "L". 
Em 2019 Alex Gil e Rafael Ilha decidem se unir novamente pra celebrar os 30 anos de história do Grupo Polegar e criam a turnê " Polegar Tributo ", onde os dois vocalistas principais estarão se apresentando por todo o Brasil, junto com uma banda ao vivo, cantando e relembrando 16 sucessos que marcaram suas carreiras na época do Polegar. 
Em paralelo Alex continua compondo e produzindo músicas; além de se apresentar em carreira solo, cantando e tocando em eventos por todo Brasil.    
Discografia
No Polegar
Polegar  (1989)   
Polegar  (1990)    
Polegar (1991)
Polegar (2004)       
No Vagalumix
Vagalumix  (2008)       
Álbuns de estúdio
Anjo (1997)    
Livre Pra Amar (2014)                    
Começar do Zero (2018)                    
Na dupla Alex Gill & Rafael Ilha
Adrenalina (2015)                                          